# 羅敷行

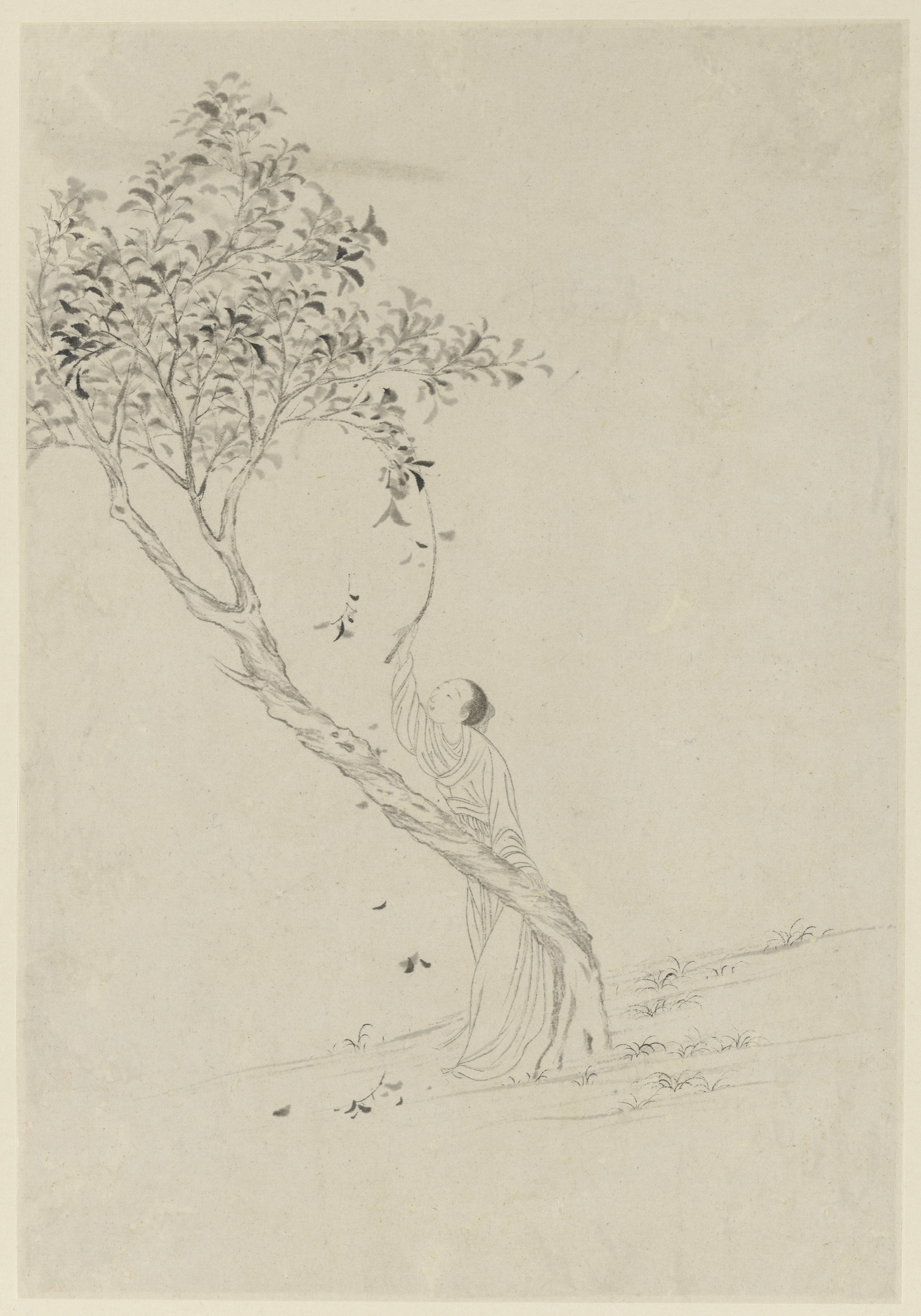
羅敷採桑，清改琦繪

《羅敷行》，全称《豔歌羅敷行》，又稱《日出東南隅行》，簡称《日出行》，中国漢朝期間的一個樂府詩詩題，為民歌中的相和體。

## 題目
「羅敷」是一個漢代的美女，另外也被認為是漢代美女的通稱。

## 陌上桑

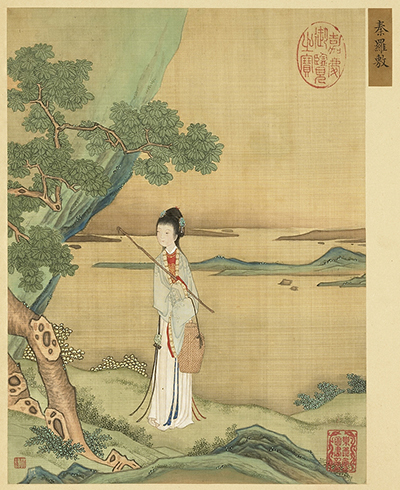
畫麗珠萃秀，秦羅敷

本詩題有一首敘事詩《陌上桑》，收於徐陵的《玉臺新詠》，敘述一位美貌的採桑女子「秦羅敷」，遭到路過的太守調戲，羅敷義正辭嚴地拒絕，並自稱自己的夫婿儀表堂堂，富貴非常，威壓使君（太守的雅稱），太守只好知難而退。詩中的「使君有婦，羅敷有夫」為本詩的名句。本詩為佚名，樂府詩集與作者處題為古辭，作者無從考證。依內容推測，應為東漢末年民間歌謠。
|  | 日出東南隅，照我秦氏樓。秦氏有好女，自名為羅敷。羅敷喜蠶桑，採桑城南隅。青絲為籠系，桂枝為籠鉤。頭上倭墮髻，耳中明月珠。緗綺為下裙，紫綺為上襦。行者見羅敷，下擔捋髭鬚。少年見羅敷，脫帽著帩頭。耕者忘其犁，鋤者忘其鋤。來歸相怒怨，但坐觀羅敷。 使君從南來，五馬立踟躕。使君遣吏往，問是誰家姝。 「秦氏有好女，自名為羅敷。」 「羅敷年幾何？」 「二十尚不足，十五頗有餘。」 使君謝羅敷：「甯可共載不？」 羅敷前致辭：「使君一何愚！使君自有婦，羅敷自有夫。東方千餘騎，夫婿居上頭。何用識夫婿？白馬從驪駒。青絲繫馬尾，黃金絡馬頭；腰中轆轤劍，可直千萬餘。十五府小吏，二十朝大夫，三十侍中郎，四十專城居。為人潔白皙，鬑鬑頗有鬚。盈盈公府步，冉冉府中趨。坐中數千人，皆言夫婿殊。」 |